# نهاد شحاته
نهاد شحاته (انگلیسی: Nehad Shehata؛ زادهٔ ۲۵ فوریهٔ ۱۹۷۵) بازیکن والیبال اهل مصر بود.